# Philipp Haun
Philipp Haun (* 15. September 1994 in Klosterneuburg) ist ein österreichischer American-Football-Spieler auf der Position des Wide Receivers. Der österreichische Nationalspieler steht in der Saison 2022 bei den Raiders Tirol in der European League of Football (ELF) unter Vertrag.

## Werdegang
Haun begann 2012 in der Jugend der Danube Dragons mit dem American Football. Bereits zwei Jahre später absolvierte er bei den Danube Dragons 2 in der Division III seine ersten Spiele bei den Herren. In der AFL-Saison 2015 war Haun fester Bestandteil der Dragons Offensive. Auch im Halbfinale der Playoffs gegen die Vienna Vikings erzielte er einen Touchdown, dennoch verpasste er mit den Dragons den Einzug in den Austrian Bowl. In der Saison 2016 fing Haun in der Gruppenphase der Europe Champions League sechs Touchdown-Pässe seines Quarterbacks und führte sein Team damit ins Halbfinale, wo die Dragons den Panthers Wrocław unterlagen. Nach der Saison wurde Haun erstmals als Dragons Team MVP ausgezeichnet.
In den AFL-Saisons 2017 und 2018 erreichte Haun mit den Dragons beides Mal das Playoffs-Halbfinale, schied dort aber einmal gegen die Vienna Vikings sowie einmal gegen die Swarco Raiders aus. Darüber hinaus wurde er 2017 erstmals in den österreichischen Nationalkader berufen sowie 2018 in den finalen Kader für die Europameisterschaft nominiert. Mit Team Austria verlor Haun als Backup-Wide-Receiver das Finale gegen Frankreich. In der Saison 2019 fing Haun 53 Pässe für 870 Yards und elf Touchdowns, womit er sowohl die zweitmeisten Receiving Yards als auch Receiving Touchdowns hatte. In der darauffolgenden Saison nahmen die Dragons aufgrund der Covid-19-Pandemie nicht am Spielbetrieb teil.
Haun verzeichnete in der AFL-Saison 2021 erneut die zweitmeisten Receiving Yards, führte die Liga aber Receptions an. So erzielte er in neun Spielen 47 Passfänge für 804 Yards und neun Touchdowns. Zwar scheiterten die Dragons zum wiederholten Male im Playoff-Halbfinale, doch wurde Haun trotzdem als AFL Offense MVP ausgezeichnet.  Darüber hinaus erhielt er zum vierten Mal die teaminterne MVP-Auszeichnung. Ende Oktober 2021 gewann Österreich das Spiel um Platz fünf der Europameisterschaft. Haun trug zu diesem Erfolg mit zwei Touchdowns bei, weshalb er zum Spiel-MVP ernannt wurde.
Ende Januar gaben die Raiders Tirol aus der European League of Football die Verpflichtung Hauns für die Saison 2022 bekannt. Haun erzielte am 5. Juni den ersten Touchdown der Raiders in der European League of Football. Mit den Raiders erreichte er das Halbfinale, das jedoch gegen die Hamburg Sea Devil verloren ging. Am 28. Dezember gaben die Raiders die Verlängerung mit Haun für die ELF-Saison 2023 bekannt. Auch bei der American-Football-Europameisterschaft 2023 stand Haun wieder im Kader und konnte dank herausragender Leistungen (3 gefangene Touchdown-Pässe im Endspiel gegen Finnland) für sein Land den ersten Titel und für sich selbst die MVP-Ehrung erreichen.

## Statistiken
| Jahr                                         | Team           | Spiele | Receiving | Receiving | Receiving | Receiving | Receiving |
| Jahr                                         | Team           | Spiele | Rec       | Yds       | Avg       | TD        | Lng       |
| -------------------------------------------- | -------------- | ------ | --------- | --------- | --------- | --------- | --------- |
| Austrian Football League                     |                |        |           |           |           |           |           |
| 2015                                         | Danube Dragons | 9      | 50        | 476       | 9,5       | 5         |           |
| 2016                                         | Danube Dragons | 8      | 37        | 591       | 15,9      | 6         |           |
| 2017                                         | Danube Dragons | 12     | 68        | 842       | 12,4      | 10        |           |
| 2018                                         | Danube Dragons | 12     | 065       | 0900      | 13,8      | 10        | 55        |
| 2019                                         | Danube Dragons | 12     | 053       | 0870      | 16,4      | 11        | 57        |
| 2021                                         | Danube Dragons | 09     | 047       | 0804      | 17,1      | 09        | 60        |
| AFL Gesamt                                   | AFL Gesamt     | 62     | 320       | 4.483     | 14,0      | 51        | 60        |
| European League of Football                  |                |        |           |           |           |           |           |
| 2022                                         | Raiders Tirol  | 11     | 044       | 0455      | 10,3      | 03        | 29        |
| 2023                                         | Raiders Tirol  | 12     | 048       | 0766      | 16,0      | 09        | 70        |
| ELF Gesamt                                   | ELF Gesamt     | 23     | 092       | 1.221     | 13,3      | 12        | 70        |
| Quellen: football.at, sportsmetrics.football |                |        |           |           |           |           |           |